# L'Alliage de la justice
L’Alliage de la justice (titre original : The Alloy of Law) est un roman de fantasy de Brandon Sanderson, paru en 2011 aux États-Unis puis en 2014 en France. Il s’agit du premier roman de la seconde trilogie de Fils-des-brumes, nommé Wax et Wayne. L’action se situe environ 300 ans après Le Héros des siècles.
L’édition française contient également une courte nouvelle située dans le même univers, Le Onzième Métal, à l’origine rattachée à un jeu de rôle, et qui relate une aventure de Kelsier avant le début du roman L'Empire ultime.

## Résumé
300 ans ont passé depuis la recréation de Scadrial, la planète qui abrite les mythiques allomanciens. La technologie prend son essor et les chemins de fer se développent en même temps que l’électricité ou les gratte-ciel. Les anciennes maisons nobles de l’empire ultime sont devenues des puissances commerciales et c’est à la tête de l’une d’entre elles que Waxillium Ladrian, dit Wax, revient après 20 ans passés comme garde-loi dans le désert des Rocailles. Mais son ancienne vie d’homme de loi va bientôt le rattraper avec le retour de Wayne, son ancien acolyte, qui le pousse à enquêter sur les mystérieux Subtilisateurs…

## Réception
L'Alliage de la justice est nommé pour le Prix David Gemmel de 2012. En 2013, il est retenu dans les premiers sélectionnés du Grand prix de l'imaginaire, dans la catégorie roman étranger,.